# Erica harveyana
Erica harveyana är en ljungväxtart som beskrevs av Guthrie och Bolus. Erica harveyana ingår i släktet klockljungssläktet, och familjen ljungväxter. Inga underarter finns listade i Catalogue of Life.